# Peperomia goudotii
Peperomia goudotii är en pepparväxtart som beskrevs av Friedrich Anton Wilhelm Miquel. Peperomia goudotii ingår i släktet peperomior, och familjen pepparväxter. Inga underarter finns listade i Catalogue of Life.